# Maya (illusion)
Maya er et grundlæggende begreb i indisk religion, specielt i hinduismen. Ordet kommer af sanskrit "māyā" (माया), som betyder "illusion" eller "magi".
Maya er den illusion, at den synlige, fysiske verden er virkelig i sig selv. Den fysiske verden fremtræder som virkelig, men denne virkelighedsoplevelse er en illusion. Der er tale om en foreløbig, foranderlig, uegentlig virkelighed. Maya betegner det, der konstant forandrer sig, og som derfor er åndeligt uvirkeligt.
Som modsætning til maya sætter hinduismen - specielt i skriftsamlingen Upanishaderne - brahman, som er begrebet for den eneste sande virkelighed, den uforanderlige åndelige virkelighed, det guddommelige, det absolutte, den forskelsløse enhed bag alt. Det menneske, der har opnået den højeste erkendelse, indser, at kun brahman er virkelig og eksisterende - i modsætning til det foranderlige maya.
For de hinduistiske mystikere er genstande og personer virkelige, men de tilhører en flydende, foranderlig virkelighed. Det er en fejltagelse, om end en naturlig fejltagelse, at tro, at maya svarer til en grundlæggende virkelighed. Hver person, hvert fysisk objekt er som en kortvarig, forstyrret vanddråbe fra et grænseløst ocean (brahman).